# 二荒山瀧右エ門
二荒山 瀧右エ門（ふたらさん たきえもん、 ）は、江戸時代の大相撲の第68代大関。下野国(栃木県)出身で、番付上は「野州」頭書。
天明3年(1783年)冬場所(11月)の1場所だけ東大関を務めた。実際に取組には入らず、土俵入りで大きな体を客に見せるだけの看板大関であった。

## 主な成績
- 通算成績：0勝0敗10休

| 1783年 | x | 東大関 引退 0–0–10 |
| 各欄の数字は、「勝ち-負け-休場」を示す。 優勝 引退 休場 十両 幕下 三賞：敢=敢闘賞、殊=殊勲賞、技=技能賞 その他：★=金星 番付階級：幕内 - 十両 - 幕下 - 三段目 - 序二段 - 序ノ口 幕内序列：横綱 - 大関 - 関脇 - 小結 - 前頭（「#数字」は各位内の序列） |   |                    |